# Nadzy i rozszarpani
Nadzy i rozszarpani (oryg. Cannibal Holocaust) – włoski kanibalistyczny film grozy z 1980 roku wyreżyserowany przez Ruggera Deodato do scenariusza Gianfranca Clericiego. Nakręcony jako przedstawiciel ówczesnego trendu kanibalistycznego we włoskim kinie eksploatacji, inspirowany wiadomościami o terrorystycznej działalności Czerwonych Brygad. Dodatkową inspirację stanowiły produkcje mondo Gualtiera Jacopettiego – to za ich sprawą część filmu przedstawiona jest w formie dokumentu realizowanego przez zaginioną ekipę. Obecne w Nagich i rozszarpanych elementy pseudodokumentu chwalono za wysoką jakość i realizm, przyczyniły się one do powstania stylu filmowania znanego jako found footage, rozpromowanego w kinie amerykańskim i światowym pod koniec lat 90. XX wieku za sprawą Blair Witch Project. Film kręcono głównie w lesie deszczowym w Kolumbii; członkowie rdzennych plemion zamieszkujących te tereny współpracowali z niedoświadczonymi aktorami amerykańskiego i włoskiego pochodzenia, zatrudnionymi w Nowym Jorku.
Film wywołał ogromne kontrowersje ze względu na niezwykle obrazowe przedstawienie scen przemocy. Po premierze we Włoszech jego wyświetlanie zostało zakazane, a Deodata oskarżono o promowanie obscenicznych treści. W związku z plotkami, jakoby dla osiągnięcia większego realizmu na planie zabito kilkoro aktorów, niedługo później postawiono mu również zarzut wielokrotnego morderstwa. Chociaż reżysera ostatecznie oczyszczono z zarzutów, film został zakazany we Włoszech, Australii i kilkunastu innych krajach ze względu na brutalną przemoc, w tym na tle seksualnym, oraz zabijanie na planie zwierząt. Nadzy i rozszarpani spotkali się z mieszanym odbiorem ze strony krytyków, zdobyli jednak miano kultowego. Przedstawiona w filmie fabuła i przemoc zostały przez niektórych odczytane jako zawoalowany komentarz odnośnie do etyki dziennikarskiej, wyzysku krajów południowoamerykańskich i różnic pomiędzy Zachodem a nie-Zachodem. Inni krytykują jednak takie interpretowanie filmu, uważając, że jest ono nieszczere i pełne hipokryzji wobec tego, co produkcja sama sobą prezentuje. Na fali popularności Nagich i rozszarpanych powstały kolejne horrory o kanibalach, w tym rozmaite nieoficjalne kontynuacje.

## Fabuła
Grupa amerykańskich filmowców znika w amazońskiej dżungli, gdzie realizuje dokument o plemionach kanibali. Do ekipy należą reżyser Alan Yates, scenarzystka Faye Daniels oraz kamerzyści Jack Anders i Mark Tomaso. Harold Monroe, antropolog z New York University, zgadza się poprowadzić wyprawę w głąb Amazonii, której celem jest odnalezienie dokumentalistów. Żołnierze oczekujący na jego przybycie porywają młodego przedstawiciela z plemienia Yacumo w celu negocjacji z tubylcami. Na miejsce Monroe zostaje przedstawiony swoim przewodnikom, Chacowi i Miguelowi.
Po kilkudniowej wędrówce przez dżunglę ekipa natrafia na Yacumów, którzy zabierają ich do swojej wioski w zamian za wypuszczenie jeńca. Tubylcy witają ich wrogością, ponieważ poszukiwani filmowcy sprawili im wcześniej problemy. Następnego dnia Monroe zapuszcza się głębiej w dżunglę, żeby zlokalizować dwa walczące ze sobą plemiona kanibali, Janomamów i Szamatarich. Napotykają grupę tych drugich, za którymi podążają, ratując kilku Janomamów przed śmiercią z ich rąk. Tubylcy w ramach podziękowania zapraszają ich do swojej wioski, traktując jednak z podejrzliwością. Żeby zdobyć ich zaufanie, Monroe kąpie się z nimi w rzece. Stamtąd zostaje zaprowadzony do kapliczki, w której odkrywa szkielety poszukiwanych filmowców i ich taśmy. Zszokowany konfrontuje się z Janomamami, ostatecznie wymieniając swój dyktafon z nagraną muzyką, która fascynuje tubylców, za taśmy filmowe.
Po powrocie do Nowego Jorku Monroe zostaje zaproszony przez Pan American Broadcasting System, żeby został narratorem dokumentu Zielone piekło, zmontowanego z odzyskanych taśm, chce jednak obejrzeć cały materiał, zanim podejmie decyzję. Jeden z kierowników zapoznaje Monroego z technikami pracy Yatesa, puszczając mu fragment jego poprzedniego filmu, Ostatnia droga do piekła, i informując, że w celu uzyskania lepszego efektu dramatycznego Yates inscenizował część materiału. Monroe zaczyna oglądać odzyskany film. Po kilkudniowej przeprawie przez dżunglę przewodnik grupy, Felipe, zostaje ugryziony przez jadowitego węża. Filmowcy próbują go ratować, amputując mu nogę maczetą, ten jednak umiera, wobec czego pozostawiają go. Po znalezieniu na polanie grupy Yacumów, Jack strzela jednemu z nich w nogę, żeby móc śledzić go do wioski. Kiedy do niej docierają, zastraszają jej mieszkańców i gromadzą w chacie, którą następnie podpalają. Monroe wyraża niezadowolenie inscenizowaniem masakry na potrzeby filmu, jednak kierownicy ignorują jego wątpliwości.
Po zobaczeniu całego materiału Monroe wyraża obrzydzenie dla stacji, która chce wyemitować dokument. Żeby przekonać kierowników, pokazuje im pozostałą część materiału, którą wcześniej widział tylko on. Ostatnie dwie rolki rozpoczynają się gwałtem filmowców dokonywanym na młodej Janomamce. Towarzyszą temu protesty Faye, twierdzącej, że niepotrzebnie marnują taśmę. Następnie znajdują zgwałconą dziewczynę nabitą na pal, twierdząc, że została zabita przez współplemieńców za utratę dziewictwa, zostaje jednak zasugerowane, że ekipa zainscenizowała jej śmierć w celu osiągnięcia lepszego efektu. Niedługo później filmowcy zostają zaatakowani przez Janomamów, chcących zemścić się za gwałt na dziewczynie i jej zabicie. Jack zostaje raniony włócznią, a Alan strzela do niego, żeby uniemożliwić mu ucieczkę. Następne ujęcie pokazuje tubylców rozbierających uwięzionego Jacka, odcinających mu genitalia i ćwiartujących jego ciało. W następnym ujęciu Alan przyznaje, że zgubili się, próbując uciec, i zostali otoczeni przez tubylców. Kiedy próbuje przestraszyć ich flarą, Janomamowie porywają Faye. Alan nalega, żeby ruszyć jej na pomoc, Mark jednak kontynuuje nagrywanie, jak tubylcy rozbierają Faye, gwałcą zbiorowo, tłuką na śmierć i dekapitują. Tubylcy odnajdują dwóch pozostałych filmowców i zabijają ich, kiedy kamera upada na ziemię. Kierownicy, zniesmaczeni materiałem, nakazują spalenie wszystkich rolek. Wychodząc z budynku, Monroe zastanawia się, kto w tym wszystkim był prawdziwym kanibalem.

## Obsada
- Robert Kerman jako profesor Harold Monroe
- Gabriel Yorke jako Alan Yates
- Luca Giorgio Barbareschi jako Mark Tomaso
- Francesca Ciardi jako Faye Daniels
- Perry Pirkanen jako Jack Anders
- Salvatore Basile jako Chaco
- Ricardo Fuentes
- Paolo Paoloni jako kierownik PABS
- Lionello Pio di Savoia jako kierownik PABS
- Luigina Rocchi
- Kate Weinman jako kierowniczka PABS (niewymieniona w czołówce)
- Enrico Papa jako dziennikarz przeprowadzający wywiad (niewymieniony w czołówce)
- David Sage jako ojciec Alana (niewymieniony w czołówce)
- Ruggero Deodato jako mężczyzna na kampusie (niewymieniony w czołówce)

## Produkcja

### Rozwój projektu

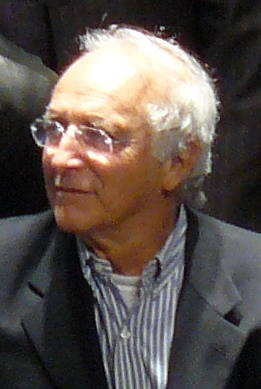
Ruggero Deodato, reżyser filmu

Prace nad Nagimi i rozszarpanymi rozpoczęły się w 1979 roku, kiedy z Deodatem skontaktowała się zachodnioniemiecka firma dystrybucyjna chcąca zrobić film podobny do jego wcześniejszego Zapomnianego świata kanibali. Deodato zgodził się i jako producenta zatrudnił swojego przyjaciela, Francesca Palaggiego. Obaj wybrali się do Kolumbii w poszukiwaniu planów filmowych. Na lotnisku w Bogocie spotkali kolumbijskiego dokumentalistę, który zasugerował Leticię – miasto to zostało ostatecznie wybrane do nakręcenia zdjęć. Rozważano również inne miejsca, w tym m.in. te, w których kręcono Queimadę Gilla Pontecorva, Deodato odrzucił je jednak ze względu na niewystarczającą gęstość lasów deszczowych.
Deodato wymyślił fabułę filmu rozmawiając ze swoim synem na temat wiadomości, w których mówiono o działalności Czerwonych Brygad. Uważał on, że media przesadnie koncentrują się na przedstawianiu przemocy, ignorując etykę dziennikarską, a niektóre wydarzenia są przekoloryzowane bądź inscenizowane, żeby wzbudzić większą sensację. Zachowanie ekipy filmowej przedstawionej w Nagich i rozszarpanych symbolizowało włoskie media, inspirowane było również twórczością dokumentalisty Gualtiera Jacopettiego, którego Deodato był fanem. Jacopetti i jego partner Franco Prosperi uznawani są za popularyzatorów podgatunku dokumentu znanego jako mondo, który stał się popularny po premierze ich Pieskiego świata. Filmy te koncentrowały się na sensacyjnym i obrazowym przedstawieniu zwyczajów ludzi z całego świata, w tym na przemocy, seksualności i śmierci. Podobne treści, np. obrazowa przemoc i zabijanie zwierząt, znalazły się w Nagich i rozszarpanych, zaś kręcony przez bohaterów dokument przypomina mondo. Sceny, w której Monroe kąpie się nago w rzece oraz rytuał wymuszonej aborcji przypominają te z mondo Antonia Climatiego Savana violenta.
Scenariusz, zatytułowany wstępnie Green Inferno, napisał Gianfranco Clerici. Współpracował on wcześniej z Deodatem przy Zapomnianym świecie kanibali i Domu na skraju parku, który premierę miał jednak dopiero po Nagich i rozszarpanych. W scenariuszu znajdowało się wiele scen, które ostatecznie nie znalazły się w finalnej wersji, w tym m.in. jedna, w której Janomamowie odcinają nogę wojownikowi Szamatarich, żeby nakarmić nią rzeczne piranie. Podjęto próby nakręcenia jej, jednak kamera do zdjęć podwodnych nie działała prawidłowo, a ekipa miała też problemy z kontrolowaniem piranii. Deodato ostatecznie zrezygnował z realizacji tej sceny, a do dziś zachowały się z niej jedynie zdjęcia. Pierwotna wersja Ostatniej drogi do piekła, mająca przedstawiać żołnierzy przedostających się na pozycje wroga, również nie została wykorzystana w filmie. Zamiast niej Deodato zdecydował się wykorzystać istniejące już nagrania egzekucji politycznych, żeby jeszcze bardziej podkreślić podobieństwa do filmów Jacopettiego. Imiona postaci pojawiających się w pierwszej wersji scenariusza, Mark Williams i Shanda Tommaso, w filmie zostały zmienione na Mark Tomaso i Faye Daniels.

### Casting
Deodato zdecydował się nagrać Nagich i rozszarpanych po angielsku, żeby mogli trafić do większej widowni, a przy okazji zwiększyć ich wiarygodność. Żeby jednak móc łatwiej rozpowszechniać film na Starym Kontynencie, musiał być on uznany za produkcję europejską. Zgodnie z włoskim prawem, za film wyprodukowany w tym kraju uznawano taki, w którym występuje co najmniej dwoje aktorów pierwszoplanowych, dla których włoski jest językiem ojczystym. Z tego względu w rolach Marka Tomasa i Faye Daniels obsadzono Lucę Giorgia Barbareschiego i Francescę Ciardi, dwoje niedoświadczonych studentów nowojorskiego Actors Studio, z pochodzenia Włochów. W Actors Studio zatrudniono również Perry’ego Pirkanena do roli Jacka Andersa.
W roli Alana Yatesa obsadzono początkowo znajomego Pirkanena, który zrezygnował na krótko przed wylotem do Amazonii, pojawił się jednak w filmie jako dawny kolega Yatesa. Reżyser obsady Bill Williams skontaktował się z Carlem Gabrielem Yorkiem, aktorem scenicznym i uczniem Uty Hagen, proponując mu rolę, ponieważ miał on odpowiedni wzrost do zakupionych już kostiumów i butów. Ponieważ Nadzy i rozszarpani powstawali bez udziału amerykańskich związków aktorskich, Yorke początkowo chciał, żeby w obsadzie wymienić go pod jego pseudonimem scenicznym „Christopher Savage”, ostatecznie jednak zdecydował się wystąpić pod prawdziwym imieniem ze względu na niskobudżetowość produkcji i odległy plan filmowy.
Robert Kerman przed wybiciem się we włoskim przemyśle filmowym przez lata, pod pseudonimem Richard Bolla, występował w produkcjach dla dorosłych, w tym m.in. w głośnym filmie pornograficznym Debbie Does Dallas. Kerman został polecony Deodatowi przy kompletowaniu obsady do jego wcześniejszego filmu, Afera Concorde (1979), i wywarł na reżyserze na tyle dobre wrażenie, że postanowił zatrudnić go również do Nagich i rozszarpanych. Wystąpił on także w dwóch horrorach kanibalistycznych Umberta Lenziego, Zjedzeni żywcem (1980) i Cannibal Ferox: Niech umierają powoli (1981). Jego ówczesna dziewczyna, dostępna wtedy zarówno w Nowym Jorku, jak i w Rzymie, została obsadzona jako pracowniczka PABS.

### Reżyseria
Historyk filmu David Kerekes uważa, że poczucie autentyczności Nagich i rozszarpanych opiera się na reżyserii i na tym, w jaki sposób traktowany jest odnaleziony film dokumentalistów. Zauważa, że „drżące ujęcia kręcone z ręcznej kamery wiążą się z pewną dozą realizmu, a Zielone piekło nie jest wyjątkiem” i że „ta właśnie niestabilność nadaje Zielonemu piekłu autentyczną jakość”. David Carter z czasopisma internetowego „Savage Cinema” stwierdził, że Deodato dodał jakość narracji pierwszoosobowej do found footage realizowanego przez grupę osób: „Widz ma wrażenie, jakby był tam wraz z filmowcami, razem z nimi doświadczając grozy, którą przeżywają”. Deodato był zadowolony z licznych ruchomych ujęć nakręconych standardową kamerą naramienną, bez użycia steadicamu.
Kerekes zauważył również, że sceny przedstawiające zabijanie zwierząt i Ostatnia droga do piekła zwiększają realizm filmu. Lloyd Kaufman z Troma Entertainment zestawia te sceny z teorią montażu Wsiewołoda Pudowkina, twierdząc, że zabicie zwierząt w połączeniu z nagraniami z kamery ręcznej i surową, jakby niezmontowaną drugą połową filmu, może przekonać widza, że wszystko to, co ogląda, jest prawdziwe. Deodato stwierdził, że zdecydował się dodać do Ostatnia droga do piekła scenę egzekucji, żeby jeszcze bardziej upodobnić Nagich i rozszarpanych do mondo Jacopettiego.

### Zdjęcia
Okres zdjęciowy rozpoczął się 4 czerwca 1979. Sceny przedstawiające ekipę dokumentalistów nakręcono przy użyciu ręcznych kamer 16 mm w stylu cinéma vérité, naśladującym technikę dokumentu obserwacyjnego, której Deodato nauczył się od swojego mentora, Roberta Rosselliniego. Tego samego stylu użył Climati w swoim mondo Ultime grida dalla savana, co według historyka filmu Marka Goodalla mogło mieć wpływ na sposób reżyserii Deodata. Do Leticii dostać można było się jedynie samolotem, wobec czego na plan filmowy w dżungli ekipa musiała docierać łodzią. Kiedy zakończono kręcenie zdjęć z zaginioną ekipą filmową, Kerman poleciał do Amazonii, żeby nagrać tam swoje sceny, a następnie do Nowego Jorku, gdzie nagrano ujęcia rozgrywające się w mieście. Po zakończeniu zdjęć w Amazonii i Nowym Jorku zrealizowano sceny rozgrywające się w nowojorskich wnętrzach, te jednak nagrywano już w studiu w Rzymie.
Podczas pobytu w Amazonii produkcja filmu była wielokrotnie wstrzymywana. Po tym, jak aktor obsadzony pierwotnie w roli Alana Yatesa zrezygnował, zdjęcia przerwano na dwa tygodnie, dopóki roli nie obsadzono na nowo, a do Leticii nie doleciał Yorke. Następna przerwa miała miejsce, kiedy zamordowano ojca aktora wcielającego się w Miguela, a ten poleciał do Bogoty na jego pogrzeb. Do opóźnień przyczyniała się również pogoda, w tym upał i nagłe ulewy.
Na planie panowała napięta atmosfera. Kerman i Deodato często się ścierali, każdego dnia zdjęciowego wdając się w długie kłótnie, z reguły powodowane uwagami Deodata, które Kerman uznawał za obraźliwe. Chociaż Deodato stwierdził później, że po paru minutach ich relacje wracały na stopę przyjacielską, Kerman w kilku wywiadach wyrażał się o nim niepochlebnie. Jego zdaniem reżyser był na planie bezlitosny i nie dbał o pozostałych, dodał też, że jego zdaniem Deodato nie ma duszy. W jednym z wywiadów stwierdził, że odnosił się wrogo do aktorów i ekipy filmowej: „Był sadystą. Szczególnie wyżywał się na tych, którzy nie mogli odpyskować, Kolumbijczykach i Włochach, których mógł odesłać do domu”. Do spięć dochodziło również pomiędzy Yorkiem i Perrym Pirkanenem, co według Yorke’a było spowodowane rozczarowaniem Pirkanena, że jego znajomy zrezygnował. Yorke nie dogadywał się również z Ciardi po tym, jak nie zgodził się uprawiać z nią seksu w ramach przygotowań do ich sceny miłosnej.
Wielu członków obsady i ekipy filmowej czuło się niekomfortowo w związku ze scenami obrazowej przemocy, a w szczególności z rzeczywistym zabijaniem zwierząt na planie. Yorke opisał swoje doświadczenia podczas kręcenia filmu jako „nieznany mu wcześniej poziom okrucieństwa” i początkowo nie był pewny, czy nie bierze udziału w realizacji filmu snuff. Według scenariusza to grana przez niego postać miała zabić świnię, Yorke jednak odmówił, wobec czego zrobiło to Luca Barbareschi. Ujęcie musiało zostać zrealizowane za pierwszym razem, ponieważ ekipa nie dysponowała dodatkowymi świniami w celu nagrania ewentualnych dubli. Kerman sprzeciwiał się zabiciu ostronosa, przed realizacją sceny podobno nalegał na Deodata, żeby z niej zrezygnować, a kiedy rozpoczęto jej kręcenie, opuścił plan. Pirkanen płakał po tym, jak filmowcy wypatroszyli żółwia, zaś członkowie ekipy wymiotowali, kiedy zabijano sajmiri.
Kością niezgody były również treści o charakterze seksualnym. Ciardi nie chciała obnażać piersi w scenie, w które uprawia seks z Yorkiem, nie czuła się również komfortowo ze swoim partnerem z planu. Kiedy odmówiła rozebrania się, Deodato wziął ją na stronę i krzyczał na nią po włosku, dopóki nie zgodziła się rozebrać. Yorke miał obiekcje odnośnie do sceny, w której grana przez niego postać gwałci Janomamkę. Treści przedstawiane w filmie sprawiały, że aktor czuł niepokój podczas pobytu w Kolumbii, a jego szczyt przypadał na kręcenie sceny gwałtu. Yorke stwierdził, że ciężar emocjonalny, jakiego doświadczył podczas zdjęć, odcisnął na nim takie piętno, że niedługo po powrocie z Amazonii zerwał ze swoją dziewczyną.
Yorke wyjawił, że ekipa produkcyjna stosowała nieuczciwe praktyki wynagradzania aktorów. Pierwszą transzę swojej gaży otrzymał w peso kolumbijskich, była ona jednak mniejsza niż stawka, na którą się zgodził. Odmówił udziału w dalszych zdjęciach, dopóki nie otrzyma umówionej kwoty w dolarach amerykańskich. Tubylcy nie otrzymali honorarium za udział w filmie, chociaż ich praca obejmowała uczestnictwo w niebezpiecznych scenach, jak chociażby ta, w której przez długi czas zmuszano ich do pozostania w płonącej chacie.

## Ścieżka dźwiękowa
Ścieżka dźwiękowa do filmu została w całości skomponowana przez Riza Ortolaniego, na którego zatrudnienie reżyser nalegał ze względu na to, że stworzył też muzykę do Pieskiego świata. Deodatowi spodobał się szczególnie motyw przewodni do tego filmu, „Ti guarderò nel cuore”, który – po dodaniu do niego słów – został przemianowany na „More” i stał się popularnym popowym przebojem. Kompozycje do Nagich i rozszarpanych różnią się stylistycznie, od łagodnej melodii „Cannibal Holocaust (Main Theme)”, poprzez smutną „Crucified Woman”, szybsze i bardziej żwawe „Cameraman’s Recreation”, „Relaxing in the Savannah” czy „Drinking Coco”, po złowieszcze „Massacre of the Troupe”. Tworząc muzykę, Ortolani korzystał zarówno z pełnej orkiestry, jak i elektroniki oraz syntezatorów. Motyw przewodni z Nagich i rozszarpanych został wykorzystany w amerykańskim serialu telewizyjnym Euforia, gdzie towarzyszył napisom końcowym do odcinka The Theater and Its Double.
Lista utworów:
| Strona pierwsza | Strona pierwsza                   | Strona pierwsza |
| Nr              | Tytuł utworu                      | Długość         |
| --------------- | --------------------------------- | --------------- |
| 1.              | „Cannibal Holocaust (Main Theme)” | 2:55            |
| 2.              | „Adulteress’ Punishment”          | 3:21            |
| 3.              | „Cameramen’s Recreation”          | 3:11            |
| 4.              | „Massacre of the Troupe”          | 3:52            |
| 5.              | „Love with Fun”                   | 2:53            |

| Strona druga | Strona druga                      | Strona druga |
| Nr           | Tytuł utworu                      | Długość      |
| ------------ | --------------------------------- | ------------ |
| 1.           | „Crucified Women”                 | 2:20         |
| 2.           | „Relaxing in the Savanna”         | 3:08         |
| 3.           | „Savage Rite”                     | 3:40         |
| 4.           | „Drinking Coco”                   | 3:24         |
| 5.           | „Cannibal Holocaust (End Titles)” | 3:53         |

## Odbiór
Premiera Nagich i rozszarpanych odbyła się 7 lutego 1980 roku w Mediolanie. Chociaż początkowy odbiór ze strony widzów był pozytywny, niedługo później włoski sąd nakazał skonfiskowanie taśm z filmem ze względu na skargi odnośnie do szerzenia obscenicznych treści. Po premierze Deodato otrzymał list od Sergia Leonego, w którym stwierdził on, że „druga połowa to mistrzowskie osiągnięcie” pod względem realizmu, ale ze względu na to, że „wszystko wydaje się takie prawdziwe”, może mieć on problemy. W ciągu dziesięciu dni przed sądowym zakazem dystrybucji film zarobił we włoskich kinach równowartość ok. 2 mln USD. W Japonii Nadzy i rozszarpani zarobili równowartość 21 mln USD, będąc wówczas drugim najpopularniejszym filmem w tym kraju, wyprzedzanym jedynie przez E.T. Według Deodata, film – po uwzględnieniu licznych wznowień – na całym świecie przyniósł dochód w wysokości 200 mln USD.

### Opinie krytyków
Film podzielił krytyków. Ci, którym się spodobał, ocenili go jako poważny, dobrze zrealizowany komentarz społeczny na temat współczesnego świata. Sean Axmaker chwalił jego strukturę, twierdząc, że „to dziwny film z niezręczną narracją”, jednak starania Deodata w celu nadania mu „mrocznie połyskującego realizmu dokumentu” sprawdzają się znakomicie, co dodatkowo podkreśla muzyka Ortolaniego. Jason Buchanan z AllMovie stwierdził, że chociaż trudno jest obronić niektóre sceny, które reżyser wybrał w celu wzmocnienia przekazu, to „film zdecydowanie trafia w punkt, jeżeli jest się w stanie dostrzec coś więcej niż niekiedy nienadające się do oglądania obrazy, którymi atakuje widza”.
Przeciwnicy Nagich i rozszarpanych zarzucają filmowi przesadne epatowanie przemocą, mordowanie na jego potrzeby zwierząt i hipokryzję. Nick Schager skrytykował brutalność, opisując ją jako „szokująco makabryczną”, zarzucił również twórcom rasizm ze względu na sposób, w jaki przedstawiono tubylców. Stwierdził dodatkowo, że „prawdziwymi dzikusami” są twórcy filmu. W podobnym tonie wypowiedział się Robert Firsching z AllMovie: „Chociaż film niewątpliwie jest wystarczająco makabryczny, żeby zadowolić fanów tego typu treści, to obecna w nim mieszanka przyprawiającej o mdłości rzezi zwierząt w stylu mondo, odrażającej przemocy seksualnej i prób społecznie świadomego moralizowania sprawia, że jest on jednocześnie niesmaczny pod względem moralnym”. Eric Henderson ze Slant Magazine stwierdził, że film jest „na tyle pomysłowy, żeby na poważnie rozważyć dyskusję na jego temat, a zarazem na tyle obrzydliwy, żeby nazwano cię zboczeńcem za to, że w ogóle podejmiesz próbę”.
Film zyskał status kultowego, otrzymał również rozmaite wyróżnienia w publikacjach branżowych. W agregatorze recenzji Rotten Tomatoes otrzymał wynik 65% na podstawie 17 recenzji, ze średnią ważoną ocen 5,1/10. Brytyjski magazyn „Total Film” uznał film za 10. najlepszy horror wszech czasów, z kolei w analogicznym rankingu amerykańskiego „Wired” zajął 25. miejsce. Portal IGN sklasyfikował Nagich i rozszarpanych na 8. pozycji w rankingu dziesięciu najlepszych filmów grindhouse’owych.

### Interpretacje
Część krytyków postrzega Nagich i rozszarpanych jako komentarz społeczny na temat różnych aspektów współczesnej cywilizacji poprzez porównanie społeczeństwa zachodniego do społeczności kanibali. David Carter stwierdził: „Nadzy i rozszarpani nie skupiają się jedynie na społecznym tabu dotyczącym jedzenia ludzkiego mięsa. Ważniejszym motywem jest różnica między cywilizowanym a niecywilizowanym. Chociaż obrazowa przemoc może być dla większości trudna do zniesienia, to najbardziej niepokojącym aspektem filmu jest to, co Deodato mówi o współczesnym społeczeństwie. Film zadaje pytania: »Co to znaczy być cywilizowanym«? i »Czy jest to coś dobrego?«”. Mark Goodall, autor książki Sweet & Savage: The World Through the Shockumentary Film Lens, również twierdzi, że przesłaniem filmu jest pokazanie „gwałtu na naturalnym świecie dokonanym przez to, co nienaturalne, poprzez wykorzystywanie »prymitywnych« kultur dla rozrywki świata zachodniego”.
W analizach filmu odniesiono się również do wątku włoskich mediów relacjonujących działalność Czerwonych Brygad. Carter stwierdził: „Brak etyki dziennikarskiej obrazują relacje profesora Monroego z producentami, którzy nie widzą nic złego w działaniach filmowców. Naciskają na niego, żeby dokończył montaż materiału, bo krew i flaki oznaczają wyższą oglądalność”. Lloyd Kaufman uważa, że taka forma dziennikarskiego wyzysku obecna jest w mediach do dzisiaj, chociażby w programach typu reality show. Goodall oraz historycy filmu David Slater i Kerekes sugerują również, że swoim filmem Deodato próbował skomentować twórczość Climatiego.
Pomimo powyższych interpretacji, Deodato przyznał w wywiadach, że tworząc Nagich i rozszarpanych nie miał innych zamiarów niż nakręcenie filmu o kanibalach. Barbareschi uważa, że jedynym celem reżysera było popisanie się, jednak Kerman odrzuca tę opinię, twierdząc, że podczas zdjęć rozmawiał z Deodatem na temat sposobu, w jaki działają współczesne media. Część krytyków uważa takie interpretowanie filmu za hipokryzję i mierne usprawiedliwienie jego treści, ponieważ sam w sobie jest on nastawiony na sensację. Firsching stwierdził: „Fakt, że jedyna postać w filmie sprzeciwiająca się wyzyskowi jest grana przez aktora porno, mówi sam za siebie”. Schager uważa, że Deodato „żałośnie usprawiedliwia bezpretensjonalną rzeź, pośmiertnie potępiając swoich zjedzonych bohaterów antyimperialistyczną retoryką »kto tu jest prawdziwym potworem – my, czy kanibale?«”.

## Kontrowersje
Od momentu premiery Nadzy i rozszarpani znajdowali się na celowniku grup walczących o ochronę moralności i prawa zwierząt. Poza obrazowo przedstawioną brutalnością, w filmie znalazły się również przemoc na tle seksualnym oraz autentyczne zabijanie zwierząt, co sprawia, że do dziś pozostaje on przedmiotem kontrowersji. Ze względu na swoją renomę, film reklamowano jako zakazany w ponad pięćdziesięciu krajach.

### Oskarżenia o zabicie aktorów
Dziesięć dni po premierze taśmy z filmem zostały skonfiskowane na polecenie mediolańskiego sądu, a Deodata oskarżono o promowanie gorszących treści. Wszystkie kopie Nagich i rozszarpanych zostały przekazane władzom, a w innych krajach, np. w Wielkiej Brytanii, produkcję dystrybuowano pokątnie. W styczniu 1981 roku, kiedy film wyświetlano we francuskich kinach, redaktor tamtejszego magazynu „Photo” zasugerował, że przedstawione w nim sceny zabójstw są prawdziwe, a Nadzy i rozszarpani to film snuff. Po opublikowaniu artykułu listę zarzutów wobec Deodata poszerzono o morderstwo. Sąd uważał, że aktorzy wcielający się w zaginionych dokumentalistów i nadziana na pal Janomamka zostali zamordowani przed kamerą. Sprawę dodatkowo pogorszył fakt, że aktorzy podpisali kontrakty, na mocy których zobowiązali się nie występować w innych filmach, serialach czy reklamach przez rok od premiery Nagich i rozszarpanych, co miało służyć celom promocyjnym i przekonać widzów, że przedstawiony w filmie materiał jest autentyczny. Podczas przesłuchań Deodata wypytywano, gdzie przebywają aktorzy i dlaczego nie występują w żadnych filmach, jeżeli nie zostali zabici.
Żeby dowieść swojej niewinności, Deodato poprosił Barbareschiego o skontaktowanie się z pozostałą trójką aktorów, a następnie cała czwórka udzieliła wywiadu we włoskiej telewizji. Deodato wyjaśnił również, w jaki sposób zrealizowano scenę nabicia na pal: aktorka siedziała na rowerowym siodełku przymocowanym do żelaznego kija, w ustach trzymając długi kawałek ogorzałki i patrząc w niebo. Reżyser przedstawił również zdjęcia aktorki z pozostałą częścią obsady po tym, jak zrealizowano scenę. Po zapoznaniu się z tymi dowodami sąd oczyścił Deodata ze wszystkich zarzutów o morderstwo.

### Cenzura
Pomimo odrzucenia zarzutów o morderstwo, włoski sąd zdecydował się zakazać Nagich i rozszarpanych ze względu na sceny przedstawiające zabijanie zwierząt, które naruszały tamtejsze prawo. Deodato, Franco Palaggi, Franco di Nunzio, Gianfranco Clerici, producent Alda Pia i Sandro Perotti, przedstawiciel United Artists Europa, zostali skazani na cztery miesiące więzienia w zawieszeniu za promowanie przemocy i gorszących treści. Deodato przez następne trzy lata walczył o zniesienie zakazu dystrybucji. W 1984 roku sąd ostatecznie przychylił się do jego wniosku, a film – w ocenzurowanej wersji – został dopuszczony do obiegu z kategorią wiekową VM18. W późniejszym czasie został wydany w wersji nieocenzurowanej.
Nadzy i rozszarpani borykali się z cenzurą również w innych krajach. Kiedy film trafił do Wielkiej Brytanii w 1981 roku, pominięto dystrybucję kinową, przy której mógłby zostać zakazany przez British Board of Film Censors. Zamiast tego wydano go od razu na wideokasetach, ponieważ w tamtym czasie filmów wydawanych na rynek domowy nie trzeba było jeszcze przedstawiać BBFC do klasyfikacji. Pomimo tego dystrybutor, Go Video, wydał film w wersji skróconej o około sześć minut, co prawdopodobnie spowodowane było ograniczeniami technicznymi nośnika. W 1983 roku brytyjski prokurator generalny sporządził listę siedemdziesięciu dwóch filmów promujących gorszące treści, których nie zostały ocenione przez BBFC. Na liście znajdowali się m.in. Nadzy i rozszarpani, w efekcie czego film został zakazany. BBFC oficjalnie przyznała mu klasyfikację wiekową dopiero w 2001 roku, kiedy został przedstawiony jej do oceny przed wydaniem na DVD. Do sprzedaży dopuszczono wersję ocenzurowaną o sześć minut, pozbawioną scen przedstawiających zabijanie zwierząt i o charakterze seksualnym. W 2011, przed premierą na Blu-ray, film przedstawiono do oceny ponownie. BBFC dopuściła dystrybucję pod warunkiem usunięcia sceny zabicia małpy. W uzasadnieniu organizacja przyznała, że wcześniejsza o dziesięć lat decyzja nakazująca usunięcie pozostałych scen była na wyrost, powodowana niesławą filmu. Po ponownym zweryfikowaniu materiału stwierdzono, że sceny o charakterze seksualnym nie zostały stworzone w celu podniecania widza, nagość jest w nich szczątkowa, a całość zarejestrowana jest bardzo chaotycznie, przez co nie można traktować ich jak pornografię.
Do 1984 roku Nadzy i rozszarpani zostali zakazani m.in. w Australii, Stanach Zjednoczonych, Norwegii, Finlandii, Islandii, Nowej Zelandii, Singapurze i kilku innych krajach. W 1985 roku Trans American Films wprowadziła film do amerykańskich kin, jednak wyświetlany był tam mniej niż miesiąc. W 2005 Grindhouse Releasing wprowadziła na rynek amerykański dwudyskowe wydanie DVD. W tym samym roku australijskie Office of Film and Literature Classification zniosło zakaz pokazywania filmu, dopuszczając do dystrybucji nieocenzurowaną wersję z kategorią R18+ i ostrzeżeniem o wysokim poziomie przemocy, przemocy na tle seksualnym i okrucieństwie wobec zwierząt. W 2006 roku film przedstawiono nowozelandzkiemu OFLC, który odmówił przyznania mu oceny i całkowicie zakazał jego dystrybucji. Cenzorzy zaproponowali wprowadzenie zmian, żeby film został dopuszczony do sprzedaży z kategorią R18, dystrybutor jednak ostatecznie je odrzucił.

### Znęcanie się nad zwierzętami
Wiele przejawów cenzury filmu obejmuje sceny, w którzy przed kamerą naprawdę zabijano zwierzęta. Deodato po latach przyznał, że żałuje tej decyzji, dodając: „Byłem głupi, że się na to zdecydowałem”. Chociaż w filmie ginie sześć zwierząt, na planie zabito siedem, ponieważ scenę z sajmiri kręcono dwukrotnie. Obie małpy zostały następnie zjedzone przez tubylców, którzy uważają ich mózgi za przysmak. Na potrzeby filmu zabito następujące zwierzęta:
- ostronos (w filmie błędnie nazywany piżmakiem) – zabity nożem
- żółw arrau – po obcięciu głowy i kończyn, usunięto skorupę i wypatroszono
- tarantula – zabita maczetą
- boa dusiciel – zabity maczetą
- sajmiri – zdekapitowana maczetą
- świnia – zabita strzałem bezwzględnym w głowę z broni kalibru.22

Historyk filmu Andrew DeVos uważa, że zabicie zwierząt na potrzeby Nagich i rozszarpanych spotkało się z tak krytycznym odbiorem, ponieważ film sklasyfikowano jako kino eksploatacji, jednak często ignoruje się fakt, że zwierzęta zabijano również na potrzeby kina artystycznego, jako przykłady podając Reguły gry (1939), Kreta (1970), Na krańcu świata (1971) czy Czas apokalipsy (1979). BBFC nadając filmowi klasyfikację wiekową w 2011 roku odniosła się do zabijania zwierząt, nakazując wycięcie sceny śmierci sajmiri, ponieważ jako jedyna została uznana za znęcanie się nad zwierzęciem – małpa wyrywała się i wyraźnie cierpiała. W uzasadnieniu stwierdzono: „Nakazanie usunięcia pozostałych scen byłoby niespójne ze wcześniejszymi decyzjami BBFC, która dopuściła kilka innych filmów, jak Czas apokalipsy, gdzie śmierć zadano zwierzętom szybko i natychmiastowo”.

## Wpływ na kulturę
Struktura fabularna Nagich i rozszarpanych została uznana za innowacyjną; chodzi przede wszystkim o koncept „odnalezionego materiału”, który zostaje sprowadzony z powrotem do cywilizacji w celu poznania losów ekipy, która go nakręciła. W późniejszych latach koncept ten został spopularyzowany w Hollywood jako osobny podgatunek za sprawą filmów The Last Broadcast (1998) i Blair Witch Project (1999), wykorzystujących podobne środki narracyjne. W obu punktem wyjścia jest ekipa filmowa, która znika w lesie, a następnie odnalezione zostają pozostawione przez nich taśmy filmowe. Kampania promocyjna Blair Witch Project dodatkowo reklamowała film jako autentyczne nagrania. Deodato przyznał, że jest świadomy podobieństw pomiędzy jego filmem a Blair Witch Project i nie żywi żadnej urazy do jego producentów, irytuje go jednak opinia publiczna, która uważa, że Blair Witch Project było oryginalnym konceptem. Twórcy The Last Broadcast zaprzeczyli, jakoby inspirowali się filmem Deodata. W innym tonie wypowiedział się Paco Plaza, który przyznał, że Nadzy i rozszarpani stanowili inspirację dla Rec (2007) i Rec 2 (2009).
Nadzy i rozszarpani uznawani są za szczytowe osiągnięcie kina kanibalistycznego, a podobieństwa do niego noszą późniejsze produkcje nakręcone w tej konwencji. W Cannibal Ferox: Niech umierają powoli (1981) Lenziego również występują Kerman i Pirkanen, a według innego członka obsady, Giovanniego Lombarda Radicego, powstał on na fali popularności filmu Deodata. W filmie pojawiają się podobieństwa do Nagich i rozszarpanych, takie jak chociażby skontrastowanie zachodniej przemocy z kulturami uznawanymi za niecywilizowane czy motywy antyimperialistyczne. Dziennikarz Jay Slater w swojej recenzji stwierdził, że „Cannibal Ferox zawodzi tam, gdzie udało się Deodatowi”, a chociaż „Lenzi próbuje opowiedzieć o różnicach kulturowych i uprzedzeniach rasowych, Cannibal Ferox jest tylko tandetnym ćwiczeniem w sadyzmie i znęcaniu się nad zwierzętami”. Recenzent Andrew Parkinson uznał, że film jest miernym pretekstem do próby „rozstrzygnięcia, czy cywilizowany człowiek jest bardziej dziki niż niecywilizowany plemieniec”.

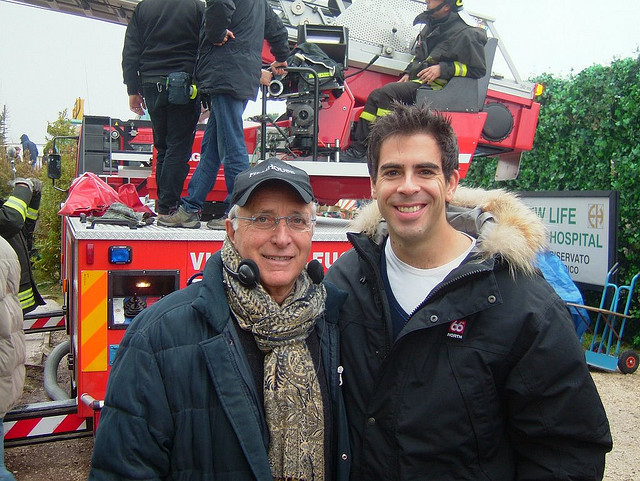
Ruggero Deodato z Eliem Rothem na planie Hostelu: Części II (2007).

Po premierze Nagich i rozszarpanych powstało kilka nieoficjalnych kontynuacji, będących de facto filmami o kanibalach, którym na rynkach zagranicznych nadano tytuły mające sugerować, że są powiązane z filmem Deodata. Schiave bianche: Violenza in Amazzonia Maria Gariazza z 1985 roku w niektórych krajach wydano pod tytułem Cannibal Holocaust 2. Slater w swojej recenzji zauważył, że ścieżka dźwiękowa Franca Campanina jest miejscami bardzo podobna do tej Riza Ortolaniego. Natura contro Antonia Clamatiego z 1988 roku w Wielkiej Brytanii wydano pod tytułem Cannibal Holocaust II.
W 2005 roku Deodato przyznał, że planował wyreżyserować film oficjalnie powiązany z Nagimi i rozszarpanymi, pod roboczym tytułem Kanibale, nie był jednak pewny, czy nie będzie zbyt brutalny dla amerykańskich widzów. Podczas pobytu w Pradze, gdzie kręcił swoje cameo do Hostelu: Części II Elia Rotha, obejrzał pierwszą część Hostelu i postanowił zrealizować swój film, widząc, że produkcja o podobnej dawce przemocy wyświetlana jest bez problemów w amerykańskich kinach. Chociaż Christine Conradt ukończyła scenariusz do filmu, ostatecznie prace nad nim zostały porzucone ze względu na konflikt finansowy Deodata z jego producentem. W 2013 roku premierę miał film Rotha The Green Inferno, którego tytuł nawiązuje do dokumentu realizowanego przez bohaterów Nagich i rozszarpanych. Produkcja stanowi hołd zarówno dla filmu Deodata, jak i innych przedstawicieli kina kanibalistycznego z tamtej epoki.
W 2001 roku deathmetalowy zespół Necrophagia wydał album Cannibal Holocaust, promowany singlem o tym samym tytule. W kwietniu 2020 roku poinformowano, że film doczeka się kontynuacji w formie gry komputerowej zatytułowanej Ruggero Deodato, Cannibal, tworzonej przez Fantastico Studios. Gra miała ukazać się w listopadzie 2020 na platformy PlayStation 4, Xbox One, PC, Nintendo Switch i urządzenia mobilne, jednak w grudniu premierę przesunięto na wiosnę 2021, a tytuł zmieniono na Borneo: A Jungle Nightmare. Część recenzentów wskazuje, że inspiracje Nagimi i rozszarpanymi zauważalne są w grze survivalowej Green Hell z 2019 roku.

## Alternatywne wersje
W 2011 roku nakładem studia Shameless Screen Entertainment ukazało się wydanie Blu-ray Cannibal Holocaust: Ruggero Deodato’s New Edit, zawierające nową wersję zmontowaną przez Deodata, w której ograniczono sceny przedstawiające zabijanie zwierząt. Grindhouse Releasing wydało film w wersji Animal Cruelty Free, z którego wycięto wszystkie takie sceny. Wydania przeznaczone na rynek bliskowschodni pozbawione są nagości.
Ze względu na istnienie kilku wersji segmentu Ostatnia droga do piekła, nawet nieocenzurowane wersje różnią się pomiędzy sobą długością. Rozszerzona wersja segmentu jest dłuższa o około dziesięć sekund, przedstawiając szerokie ujęcie plutonu egzekucyjnego, zbliżenie na martwe ciało i zwłoki zanoszone do ciężarówki. W wersji tej poprawiono również błędy wynikające ze zmian wprowadzanych do scenariusza już podczas kręcenia filmu.